# Votomita orbinaxia
Votomita orbinaxia är en tvåhjärtbladig växtart som beskrevs av Thomas Morley. Votomita orbinaxia ingår i släktet Votomita och familjen Melastomataceae. Inga underarter finns listade i Catalogue of Life.